# Milton (Ontario)
Pour les articles homonymes, voir Milton.
Milton est une ville du sud de l'Ontario, au Canada, faisant partie du Grand Toronto, située à 40 km à l'ouest de Toronto sur l'autoroute 401, et est le terminus ouest pour le train de banlieue GO. Milton fait partie de la municipalité régionale d'Halton et se trouve au bord de l'escarpement du Niagara, une réserve de biosphère de l'UNESCO et la piste Bruce.
Milton obtient une certaine notoriété à la suite de la publication des résultats du recensement canadien de 2006, qui indique que Milton est la localité ayant le taux de croissance le plus rapide au Canada, avec une augmentation de la population de 71,4 % entre 2001 et 2006. Se chiffrant à 132 979 habitants en 2021, la population de la ville a plus que quadruplé depuis 2001, année où elle se chiffrait à 31 471 habitants.

## Histoire
La ville de Milton a ses racines dans le campement de Jasper Martin le long de Sixteen Mile Creek. Le 17 mai 1818, Martin immigre depuis Newcastle en Angleterre avec sa femme Sarah et ses deux fils. Martin avait obtenu 100 acres (405 000 m²) de terre de la part de la Couronne en 1820, désigné « Lot 14, Concession 2, Ville de Trafalgar, Comté de Halton, dans le District de Gore ». Plus tard, Martin construit un moulin le long de la rivière et crée un étang, connu sous le nom de Mill Pond, pour alimenter son moulin. Le moulin attire d'autres personnes qui s'établissent dans la région. En 1837, la population est d'environ 100 personnes et le lieu est nommé Mill Town (« ville du moulin »). La ville devient rapidement connue sous le nom actuel de Milton. Les deux principaux propriétaires terriens de la jeune ville sont alors les Martin et les Foster. Le site de l'actuel hôtel de ville est donné par Hugh Foster (d'où le nom de Hugh Foster Hall).
Milton est incorporée en ville en 1857, après avoir été choisie comme siège du comté de Halton. En 1974, les structures municipales actuelles sont créées lorsque la municipalité régionale de Halton remplaça le comté de Halton. 
La nouvelle ville de Milton englobe une partie de l'ancienne ville d'Esquesing (la plupart de cette municipalité comprend Halton Hills), toute la municipalité de Nassagaweya y compris le village de Campbellville, ainsi que les sections nord de Trafalgar et Nelson de (une annexion en 1962 des anciennes municipalités) Oakville et Burlington respectivement.
Avec l'addition des terres de l'escarpement du Niagara, le tourisme, les loisirs et la zone de préservation historique prennent de l'importance. Le musée de la région de Halton qui possède un grand nombre de bâtiments agricoles anciens et le musée du chemin de fer du comté de Halton sont situés à Milton, de même que le parc Country Heritage (anciennement musée de l'agriculture de l'Ontario). La ville comprend cinq grands parcs gérés par Conservation Halton et le circuit de course Mohawk se trouve près de Campbellville.

## Démographie
Selon le recensement du Canada de 2001, il y a 31 005 habitants vivant à Milton et 10 933 unités d'habitation. En 2006, la population de Milton est de 53 939 habitants.
- La densité moyenne par kilomètre carré était de 85,9 personnes.
- L'âge de la population était réparti de la façon suivante : 26,4 % de la population avait 19 ans ou moins, 63,1 % de la population avait entre 20 et 64 ans et 10,5 % avait 65 ans ou plus.
- Le revenu médian pour un foyer était de 39 795 dollars canadiens.
- La moyenne du revenu pour une famille avec deux revenus était de 94 384 $ et pour une famille avec un seul revenu de 64 043 $.
- Les hommes avaient un revenu moyen de 60 069 dollars canadiens et les femmes 40 897 dollars canadiens.
- 27,1 % de la population ont complété des études secondaires, 11,4 % un diplôme ou un certificat, 22,9 % un diplôme de niveau collégial et 22,9 % de niveau universitaire.
- 15,7 % de la population n'avait pas complété des études secondaires.
- La langue maternelle de 89,7 % de la population était l'anglais.

Pour 1,2 % la langue maternelle était le français et 0,4 % était bilingue anglais français. 8,7 % de la population avait une langue maternelle autre que le français ou l'anglais. 
- 90,8 % de la population ne parlait qu'anglais, 0,0 % français seulement et 4,8 % pouvait parler l'anglais et le français. 0,3 % de la population ne pouvait parler ni anglais ni français.
- 3,3 % de la population était constituée de minorités visibles.

| 2001   | 2006   | 2011   | 2016    |
| ------ | ------ | ------ | ------- |
| 31 471 | 53 939 | 84 362 | 110 128 |